# Kasispea
Kasispea is een plaats in de Estlandse gemeente Kuusalu, provincie Harjumaa. De plaats heeft de status van dorp (Estisch: küla).

## Bevolking
Het dorp had 87 inwoners op 31 december 2011 en 102 inwoners op 31 december 2021.

## Ligging
De plaats ligt op het schiereiland Pärispea. Ten zuidwesten van het dorp ligt de stad Loksa.